# Christophe Moni
Pour les articles homonymes, voir Moni (homonymie).
Pas d'image ? Cliquez ici

a Compétitions nationales et continentales officielles uniquement.

b Matchs officiels uniquement.
Christophe Moni, est né le 15 janvier 1972 à Nice, est un joueur et entraîneur français de rugby à XV, qui a joué avec l'équipe de France et avec le Stade français Paris au poste de 3e ligne aile (1,88 m pour 98 kg).

## Carrière de joueur

### En club
- Racing Rugby Club de Nice
- RC Toulon
- 1997-2006 : Stade français Paris

Il a disputé 49 matchs en compétitions européennes, dont 38 en Coupe d'Europe de rugby avec le Stade français et 31 en Challenge européen avec Toulon et le Stade français.
Le 19 mai 2001, il est titulaire en finale de la Coupe d'Europe, associé en troisième ligne au capitaine Christophe Juillet et à Richard Pool-Jones, au Parc des Princes à Paris face au Leicester Tigers mais les Anglais s'imposent 34 à 30 face aux Parisiens.

### En équipe nationale
Il a disputé son premier test match le 20 avril 1996 contre l'équipe de Roumanie, et son dernier test match contre l'équipe du Pays de Galles, le 17 mars 2001.
Après quatre ans d'absence, il revient par la grâce de son sélectionneur, Bernard Laporte, qui a été son entraîneur en club et qui, au lendemain du nouveau titre du Stade français en championnat de France, veut s'appuyer sur l'esprit et la cohésion de l'équipe. Ainsi, lors des tests matchs de novembre 2000, il compose un paquet d'avants dont 6 éléments sur 8 évoluent dans ce club, Christophe Juillet, le capitaine, revenant même sur sa décision d'arrêter sa carrière internationale. La blessure de Fabrice Landreau, le talonneur, l'empêche de postuler pour le Tournoi des Six Nations suivant, mais on retrouve tout de même encore Sylvain Marconnet, Pieter de Villiers, David Auradou, Christophe Moni et Christophe Juillet parmi les avants tricolore. Contre l'Italie, Christophe Moni est même chargé de surveiller particulièrement son coéquipier en club Diego Domínguez.
Toutefois, une série de déconvenues (victoire poussive contre l'Écosse, défaite en Irlande et contre le Pays de Galles) sonne le glas de cette tactique et Christophe Moni ne revient plus chez les Bleus.

## Carrière d'entraîneur
- 2006-2007 : Rugby club de l'agglomération de Cergy-Pontoise
- 2007-2009 : Rugby Nice Côte d'Azur[1]

En 2020, il intègre l'encadrement du Stade français en tant que team manager. Il est responsable de l'accompagnement de l'équipe en dehors de l'entraînement rugby, pris en charge par l'équipe d'entraîneurs. Il est sollicité par son ami Thomas Lombard, directeur général du club, et arrive au moment du retour de Gonzalo Quesada au poste d'entraîneur en chef

## Consultant
Depuis 2016, il est consultant rugby pour Eurosport et participe notamment à l'émission Les Tontons Flankers présentée par Christian Califano sur Eurosport 2. Il est également consultant à la radio pour Sud Radio.

## Palmarès

### En club
- Championnat de France de première division :
  - Champion (4) : 1998, 2000, 2003 et 2004
  - Finaliste (1) : 2005
- Coupe d'Europe : 
  - Finaliste (2) : 2001, 2005
- Coupe de France :
  - Vainqueur (1) : 1999
  - Finaliste (1) : 1998

### En équipe nationale
- Sélections en équipe nationale : 8
- Sélections par année :  1 en 1996, 3 en 2000, 4 en 2001
- Tournoi des Six Nations disputés : 2001